# Campionato europeo A di football americano 2010
Il campionato europeo di football americano 2010 (in lingua inglese 2010 American Football European Championship), noto anche come Germania 2010 in quanto disputato in tale Stato, è la dodicesima edizione del campionato europeo di football americano per squadre nazionali maggiori maschili organizzato dalla EFAF.
Ha avuto inizio il 24 luglio 2010, e si è concluso il 31 luglio 2010 alla Commerzbank-Arena di Francoforte sul Meno.

## Stadi
Distribuzione degli stadi del campionato europeo di football americano 2010
| Francoforte sul Meno                                                                       | Wetzlar                  | Wiesbaden                |
| ------------------------------------------------------------------------------------------ | ------------------------ | ------------------------ |
| Commerzbank-Arena                                                                          | Stadion Wetzlar          | BRITA Arena              |
| 50°04′07″N 8°38′43″E                                                                       | 50°34′00″N 8°30′00″E     | 50°05′00″N 8°15′00″E     |
| Capacità: 52 300                                                                           | Capacità: 8 000          | Capacità: 12 566         |
| Altitudine: 121 m s.l.m.                                                                   | Altitudine: 148 m s.l.m. | Altitudine: 115 m s.l.m. |
|                                                                                            |                          |                          |
| Commerzbank-Arena (Francoforte sul Meno) Stadion Wetzlar (Wetzlar) BRITA Arena (Wiesbaden) |                          |                          |

## Copertura televisiva
Di seguito sono riportate le emittenti televisive delle nazioni partecipanti al campionato europeo che si sono aggiudicate i diritti a trasmettere le partite dell'avvenimento nel proprio ambito territoriale.
| Nazione     | Emittenti in chiaro | Emittenti a pagamento |
| ----------- | ------------------- | --------------------- |
| Austria     |                     |                       |
| Finlandia   |                     |                       |
| Francia     |                     |                       |
| Germania    |                     |                       |
| Regno Unito |                     |                       |
| Svezia      |                     |                       |

La finale sarà trasmessa da Eurosport 2.

## Squadre partecipanti
L'Austria torna in una fase finale del campionato europeo maggiore, che non disputava dal 1995.
Sono presenti tutte le nazionali che hanno vinto almeno una volta il titolo europeo ad eccezione dell'Italia (ossia Svezia, Germania, Finlandia, Gran Bretagna).
| Pr. | Squadra       | Data di qualificazione | Qualificata in quanto        | Ultima partecipazione |
| --- | ------------- | ---------------------- | ---------------------------- | --------------------- |
| 1   | Germania      |                        | Nazione organizzatrice       | Svezia 2005           |
| 2   | Svezia        |                        | 1ª class. all'Europeo A 2005 | Svezia 2005           |
| 3   | Finlandia     |                        |                              | Svezia 2005           |
| 4   | Gran Bretagna |                        |                              | Svezia 2005           |
| 5   | Francia       |                        |                              | Svezia 2005           |
| 6   | Austria       | 22 agosto 2009         | 1ª class. all'Europeo B 2009 | Austria 1995          |

## Gironi
| Girone A  | Girone B      |
| --------- | ------------- |
| Austria   | Francia       |
| Finlandia | Gran Bretagna |
| Germania  | Svezia        |

## Risultati

### Fase a gironi
Nelle tabelle: P.ti = Punti; % = Percentuale di vittorie; G = Incontri giocati; V = Vittorie; P = Pareggi; S = Sconfitte; PF = Punti fatti; PS = Punti subiti; DP = Differenza punti.

#### Gruppo A
| Arbitri: | Rasmussen Leidoe Fonseca Parsons Adus Souhy Wickham |

| |            | |
| R. Zoller 5':41" Q1 (TD) 10yd pass from Zimmermann Hilgenfeldt Q1 (pat) Hilgenfeldt 8':21" Q1 (FG) Hilgenfeldt 14':55" Q2 (FG) Hanselmann 12':40" Q3 (TD) 20yd pass from Ullrich Hilgenfeldt Q3 (pat) Team 7':41" Q4 (saf) | Marcatori  | A. Ponce de Leon 3':07" Q2 (TD) 18yd run A. Kliman 9':54" Q3 (TD) 47yd pass from Gross Kramberger Q3 (pat) Dieplinger 12':23" Q4 (TD) 37yd pass from Gross Kramberger Q4 (pat) |
| Brad Arbon | Allenatori | Rick Rhoades |

| Arbitri: | Bolstad Parsons Roger Fonseca Adus Parsons Batzler |

| |            |                                                                    |
| A. Kliman 6':36" Q1 (TD) 69yd run Kramberger Q1 (pat) Dieplinger 7':17" Q2 (TD) 21yd pass from Gross Kramberger Q2 (pat) Kramberger 14':50" Q2 (FG) 45yd M. Nerad Q3 (TD) 7yd pass from Gross Kramberger Q3 (pat) F. Grein 7':53" Q4 (TD) 12yd run | Marcatori  | Lehtonen 6':00" Q2 (TD) 7yd pass from Kadmiry K. Hitoenen Q2 (pat) |
| Rick Rhoades | Allenatori | Tuomas Heikkinen                                                   |

| Arbitri: | Rasmussen Roger Leidoe Wickham Souhy Parsons Batzler |

|                                            |            | |
| Team 5':17" Q1 (saf) Team 15':00" Q1 (saf) | Marcatori  | Römer 6':26" Q2 (TD) 33yd pass from Zimmermann Hanselmann 7':54" Q3 (TD) 5yd pass from Zimmermann Hilgenfeldt Q3 (pat) Römer 12':16" Q3 (TD) 4yd pass from Zimmermann Hilgenfeldt 5':12" Q3 (pat) Hilgenfeldt Q4 (FG) 27yd |
| Tuomas Heikkinen                           | Allenatori | Template:Brad Arbon |

| Squadra   | P.ti | %     | G | V | P | S | PF | PS | DP  |
| --------- | ---- | ----- | - | - | - | - | -- | -- | --- |
| Germania  | 6    | 1.000 | 2 | 2 | 0 | 0 | 45 | 24 | +21 |
| Austria   | 3    | 0.500 | 2 | 1 | 0 | 1 | 50 | 29 | +21 |
| Finlandia | 0    | 0.000 | 1 | 0 | 0 | 1 | 11 | 53 | -42 |

#### Gruppo B
| Arbitri: | Bolstadt Lair Schwieger Denker Edelmuller Lehtinen Jansen |

|                                                                       |            | |
| J. Asker 14':53" Q2 (TD) 10yd pass from Hermodsson O. Kimrin Q2 (pat) | Marcatori  | B. Nekili 9':25" Q1 (FG) B. Nekili 8':20" Q3 (FG) J. Rabot 10':52" Q3 (TD) 50yd pass from M. Sprauel L. Marceline Q4 (tpc) pass from M. Sprauel |
| Janne Björklund                                                       | Allenatori | Larry Legault |

| Arbitri: | Rasmussen Antilla Schwieger Savicevic Edelmuller Jansen Kattillus |

| |            |            |
| M. Soumah 8':40" Q1 (TD) 40yd pass from M. Sprauel B. Nekili Q1 (pat) B. Nekili 4':22" Q2 (FG) B. Nekili 7':03" Q2 (FG) Team 13':29" Q2 (saf) J. Rabot 14':23" Q2 (TD) 24yd pass from M. Sprauel B. Nekili Q2 (pat) J. Rabot 4':14" Q3 (TD) 24yd pass from M. Sprauel B. Nekili Q3 (pat) M. Mayindou 8':02" Q4 (TD) 2yd run B. Nekili Q4 (pat) Y. Fattorini 8':52" Q4 (TD) 43yd interception return B. Nekili Q4 (pat) M. Mayindou 10':39" Q4 (TD) 1yd run B. Nekili Q4 (pat) | Marcatori  |            |
| Larry Legault | Allenatori | Tariq Ayub |

| Arbitri: | Bolstad Antilla Kattillus Lehtinen Lair Denker Savicevic |

| |            |                       |
| S. Thune 13':28" Q2 (TD) 1yd run O. Kimrin Q2 (pat) Hermodsson 6':33" Q4 (TD) 13yd run O. Kimrin Q4 (pat) | Marcatori  | Team 11':18" Q2 (saf) |
| Janne Björklund                                                                                           | Allenatori | Tariq Ayub            |

| Squadra       | P.ti | %     | G | V | P | S | PF | PS | DP  |
| ------------- | ---- | ----- | - | - | - | - | -- | -- | --- |
| Francia       | 6    | 1.000 | 2 | 2 | 0 | 0 | 64 | 7  | +57 |
| Svezia        | 3    | 0.500 | 2 | 1 | 0 | 1 | 21 | 16 | +5  |
| Gran Bretagna | 0    | 0.000 | 2 | 0 | 0 | 2 | 2  | 64 | -62 |

### Finale per il 5º posto
| Francoforte sul Meno 31 luglio 2010, ore 10:00 UTC+2 Incontro 7 | Finlandia | 32 – 9 (0-0 18-0 0-0 14-9) | Gran Bretagna | Commerzbank-Arena |

### Finale 3º - 4º posto
| Arbitri: | Rasmussen Anttila Fonseca Schwieger Souhy Lehtinen Jansen |

| |            |                 |
| K. Geier 3':18" Q2 (TD) 50yd pass from Gross Kramberger Q2 (pat) Dieplinger 9':53" Q2 (TD) 52yd pass from Gross Kramberger Q2 (pat) A. Proeller 9':46" Q2 (TD) 31yd pass from Gross Kramberger Q2 (pat) Dieplinger 14':16" Q2 (TD) 5yd pass from Gross Kramberger 7':52" Q4 (FG) 39yd | Marcatori  |                 |
| Rhoades | Allenatori | Janne Björklund |

### Finale
| Francoforte sul Meno 31 luglio 2010, ore 19:30 UTC+2 Incontro 9 | Germania | 26 – 10 (2-0 10-3 14-7 0-0) | Francia | Commerzbank-Arena |

## Campione
| Campione d'Europa 2010 Germania (2º titolo) Germania, Francia e Austria qualificate per il Campionato mondiale di football americano 2011 in Austria. Gran Bretagna retrocessa nel Gruppo B. |

## Marcatori
| Giocatore        | Naz.          | TD rush | TD recv | TD int | TD p.ret | TD k.ret | TD oth | Xp1 | Xp2 | FG | Saf | Totale |
| ---------------- | ------------- | ------- | ------- | ------ | -------- | -------- | ------ | --- | --- | -- | --- | ------ |
| Dieplinger       | Austria       | 0       | 4       | 0      | 0        | 0        | 0      | 0   | 0   | 0  | 0   | 24     |
| B. Nekili        | Francia       | 0       | 0       | 0      | 0        | 0        | 0      | 6   | 0   | 4  | 0   | 18     |
| J. Rabot         | Francia       | 0       | 3       | 0      | 0        | 0        | 0      | 0   | 0   | 0  | 0   | 18     |
| Kramberger       | Austria       | 0       | 0       | 0      | 0        | 0        | 0      | 8   | 0   | 2  | 0   | 14     |
| Hilgenfeldt      | Germania      | 0       | 0       | 0      | 0        | 0        | 0      | 4   | 0   | 3  | 0   | 13     |
| Hanselmann       | Germania      | 0       | 2       | 0      | 0        | 0        | 0      | 0   | 0   | 0  | 0   | 12     |
| A. Kliman        | Austria       | 1       | 1       | 0      | 0        | 0        | 0      | 0   | 0   | 0  | 0   | 12     |
| M. Mahyindou     | Francia       | 2       | 0       | 0      | 0        | 0        | 0      | 0   | 0   | 0  | 0   | 12     |
| Römer            | Germania      | 0       | 2       | 0      | 0        | 0        | 0      | 0   | 0   | 0  | 0   | 12     |
| J. Asker         | Svezia        | 0       | 1       | 0      | 0        | 0        | 0      | 0   | 0   | 0  | 0   | 6      |
| Y. Fattorini     | Francia       | 0       | 0       | 1      | 0        | 0        | 0      | 0   | 0   | 0  | 0   | 6      |
| K. Geier         | Austria       | 0       | 1       | 0      | 0        | 0        | 0      | 0   | 0   | 0  | 0   | 6      |
| F. Grein         | Austria       | 1       | 0       | 0      | 0        | 0        | 0      | 0   | 0   | 0  | 0   | 6      |
| Hermodsson       | Svezia        | 1       | 0       | 0      | 0        | 0        | 0      | 0   | 0   | 0  | 0   | 6      |
| Lehtonen         | Finlandia     | 0       | 1       | 0      | 0        | 0        | 0      | 0   | 0   | 0  | 0   | 6      |
| M. Nerad         | Austria       | 0       | 1       | 0      | 0        | 0        | 0      | 0   | 0   | 0  | 0   | 6      |
| A. Ponce de Leon | Austria       | 1       | 0       | 0      | 0        | 0        | 0      | 0   | 0   | 0  | 0   | 6      |
| A. Proeller      | Austria       | 0       | 1       | 0      | 0        | 0        | 0      | 0   | 0   | 0  | 0   | 6      |
| M. Soumah        | Francia       | 0       | 1       | 0      | 0        | 0        | 0      | 0   | 0   | 0  | 0   | 6      |
| S. Thune         | Svezia        | 1       | 0       | 0      | 0        | 0        | 0      | 0   | 0   | 0  | 0   | 6      |
| R. Zoller        | Germania      | 0       | 1       | 0      | 0        | 0        | 0      | 0   | 0   | 0  | 0   | 6      |
| Team             | Finlandia     | 0       | 0       | 0      | 0        | 0        | 0      | 0   | 0   | 0  | 2   | 4      |
| Kimrin           | Svezia        | 0       | 0       | 0      | 0        | 0        | 0      | 3   | 0   | 0  | 0   | 3      |
| L. Marceline     | Francia       | 0       | 0       | 0      | 0        | 0        | 0      | 0   | 1   | 0  | 0   | 2      |
| Team             | Francia       | 0       | 0       | 0      | 0        | 0        | 0      | 0   | 0   | 0  | 1   | 2      |
| Team             | Germania      | 0       | 0       | 0      | 0        | 0        | 0      | 0   | 0   | 0  | 1   | 2      |
| Team             | Gran Bretagna | 0       | 0       | 0      | 0        | 0        | 0      | 0   | 0   | 0  | 1   | 2      |
| K. Hytoenen      | Finlandia     | 0       | 0       | 0      | 0        | 0        | 0      | 1   | 0   | 0  | 0   | 1      |

## Passer rating
La classifica tiene in considerazione soltanto i quarterback con almeno 10 lanci effettuati.
| Giocatore    | Naz.          | G | Att | Comp | Int | Yds | TD | NFL    | NCAA   |
| ------------ | ------------- | - | --- | ---- | --- | --- | -- | ------ | ------ |
| Zimmermann   | Germania      | 2 | 26  | 16   | 0   | 188 | 4  | 123,08 | 173,05 |
| Sprauel      | Francia       | 2 | 64  | 38   | 0   | 499 | 4  | 104,88 | 145,49 |
| Gross        | Austria       | 3 | 79  | 42   | 2   | 552 | 7  | 94,49  | 136,04 |
| Ullrich      | Germania      | 2 | 31  | 18   | 0   | 235 | 1  | 92,81  | 132,39 |
| F. Boyle     | Gran Bretagna | 1 | 19  | 12   | 0   | 140 | 0  | 85,42  | 125,05 |
| Kadmiry      | Finlandia     | 2 | 49  | 25   | 2   | 199 | 1  | 51,32  | 83,71  |
| S. Thune     | Svezia        | 3 | 14  | 7    | 2   | 155 | 0  | 50,29  | 114,43 |
| Hermodsson   | Svezia        | 3 | 45  | 20   | 2   | 211 | 1  | 47,55  | 82,28  |
| T. Varney    | Gran Bretagna | 2 | 30  | 13   | 3   | 125 | 0  | 15,97  | 53,33  |
| E. Kington   | Gran Bretagna | 1 | 6   | 4    | 0   | 32  | 0  |        |        |
| G. Andersson | Svezia        | 1 | 1   | 0    | 02  | 0   | 0  |        |        |